# الأسد والشمس

الأسد والشمس شعار إيران مابين 1576 و 1979 م

الأسد والشمس (بالفارسية: شیر وخورشید) هو واحد من الشعارات الرئيسية في إيران (بلاد فارس)، وكان أحد العناصر التي تظهر على العلم الوطني الإيراني حتى ثورة عام 1979، وما يزال استخدامه شائعًا اليوم من قبل القوميين ومجموعات المعارضة لحكومة الجمهورية الإسلامية. أصبح الرسم، الذي يظهر تقاليدًا إيرانية قديمة وحديثة، رمزًا شعبيًا في إيران في القرن الثاني عشر. يستند رمز الشمس والأسد إلى حد كبير على أشكال فلكية وتنجيمية: الرمز القديم للشمس في برج الأسد، والذي يمكن اقتفاء جذوره إلى التنجيم عند البابليين وتقاليد الشرق الأدنى القديم.
يحمل الرسم العديد من المعاني التاريخية. أولًا، بصفته رسمًا علميًا ودنيويًا، كان مجرد رمز تنجيمي وفلكي. في ظل حكم السلالة الصفوية والملوك القاجاريين الأوائل، بات الرمز أكثر ارتباطًا بالإسلام الشيعي. خلال العهد الصفوي كان رمز الشمس والأسد يرمز إلى ركنين من أركان المجتمع، الدولة والدين الإسلامي. وأصبح خلال الحقبة القاجارية رمزًا وطنيًا. في القرن التاسع عشر، نسب الزوار الأوروبيون للبلاط القاجاري الشمس والأسد إلى العصور الكلاسيكية القديمة البعيدة، ومنذ ذلك الحين اكتسب الشعار دلالة قومية. خلال حكم فتح علي شاه وخلفائه، تغير شكل الرسم بشكل كبير. ووضع تاج أيضًا على قمة الرمز ليمثل الملكية. ابتداء من عهد فتح علي، ضعف التشديد على الجانب الإسلامي من الملكية. وأثّر هذا التحول على رمزية الشعار. وتغير معنى الرمز عدة مرات بين العهد القاجاري وثورة عام 1979. يمكن أن يكون الأسد رمزًا لروستام، البطل الأسطوري في الميثولوجيا الإيرانية. وقد فسرت رمزية الشمس بالتناوب بأنها رمز للوطن الأم أو الجمشيد، الشاه الأسطوري لإيران. وفرت المعاني التاريخية المتعددة للشعار أرضية خصبة لرموز متصارعة للهوية الإيرانية. في القرن العشرين، اقترح بعض العلماء والسياسيين أنه يجب استبدال الشعار برموز أخرى مثل ديرافش كافياني. إلا أن الشعار بقي الرمز الرسمي لإيران حتى ثورة عام 1979، حين حذف رمز «الأسد والشمس» من الحيز العام والتنظيمات الحكومية، واستبدل بالشعار الحالي للجمهورية الإسلامية الإيرانية. 

## الأصول
يستند رسم الشمس والأسد بصورة كبيرة إلى أشكال فلكية وتنجيمية، والرمز الفلكي القديم للشمس في برج الأسد. أصبح هذا الرمز، الذي يدمج «التقاليد المغولية والعربية والتركية والإيرانية القديمة» رمزًا شعبيًا للمرة الأولى في القرن الثاني عشر. وفقًا لأفسانه نجم أبادي، حقق رسم الأسد والشمس «نجاحًا فريدًا» بين الأيقونات ليكون رمزًا للهوية الإيرانية الحديثة من خلال تأثر الرمز بجميع الثقافات التاريخية الهامة في إيران وتوحيده للرموز الإيرانية والتركية اليهودية والشيعية والزرادشتية.

### الجذور السامية والفلكية
وفقًا لكرابي، أصبح المزيج التنجيمي من شمس فوق أسد شعار النبالة في إيران. في التنجيم الإسلامي كان الأسد الفلكي «منزل» الشمس. يمتلك هذا المفهوم «بصورة لا يرقى إليها الشك» جذورًا قديمة تعود إلى بلاد الرافدين. ومنذ العصور القديمة كانت هناك صلة قريبة بين آلهة الشمس والأسد في علم دائرة الأبراج. ومن المعروف أن الشمس، في ذروة قوتها بين 20 يوليو و20 أغسطس كانت في «منزل» الأسد.
يعيد كرابي النظر في تقاليد الشرق الأدنى وكيف كانت آلهة الشمس والآلهة مرتبطة بصورة وثيقة ببعضها بعضًا، ويتوصل إلى أن «الأسد الشمسي الفارسي، الذي ما يزال إلى اليوم شعار النبالة في إيران، مستمد بوضوح من إله الشمس [في الشرق الأدنى] القديم ذاته». وعلى سبيل المثال، يشير إلى أنه في سوريا كان الأسد رمزًا للشمس. ولدى الكنعانيين، كان البطل الذي يذبح الأسد ابنًا لبعل (السيد) شاماش، الإله السامي العظيم للشمس. وكان هذا الذي يذبح الأسد في الأصل أسدًا. مثال آخر عن ذلك هو الإله الشمسي السامي شاماش، الذي يمكن تصويره كأسد. ويمكن ملاحظة الرمزية ذاتها في مصر القديمة حيث يسمى آهي العظيم في معبد دنديرا «أسد الشمس، والأسد الذي يرتفع إلى السماء الشمالية، الإله العظيم الذي يحمل الشمس».
وفقًا لكيندرمان كان لشعار النبالة الإمبراطوري الإيراني سلفه في علم العملات، وهو يستند أيضًا إلى حد كبير على الأشكال الفلكية والتنجيمية. تحتوي كوكبة الأسد على 27 نجمة و8 نجمات دون شكل واضح. الأسد هو «أدب قصصي لنحويين يجهلون السماوات، التي تدين بوجودها إلى تفسيرات زائفة وتغيرات اعتباطية في تسميات النجوم الأقدم». من المستحيل أن يحدد بدقة أصل تفسيرات كهذه من النجوم. لاحظ البابليون تراتبية سماوية للملوك في برج الأسد في دائرة الأبراج. فهي تضع الأسد، بصفته ملكًا لمملكتهم الحيوانية، في مكانه في دائرة الأبراج التي يقع فيها الانقلاب الصيفي. وفي دائرة الأبراج البابلية، أصبح رمزًا لانتصار الشمس. وبالضبط كما يسمى يسوع أسد يهوذا، وفي التقاليد الإسلامية يسمى علي بن أبي طالب «أسد الله» من قبل المسلمين الشيعة، كان حمزة، عم محمد نبي الإسلام، يسمى أيضًا أسد الله. 

### الخلفية الإيرانية
دائمًا ما ارتبطت الشمس المذكرة بالملكية الإيرانية: يستعيد التقليد الإيراني أن الكايانيديين اتخذوا من الشمس الذهبية شعارًا لهم. ويعرف من المؤرخين اليونانيين للعصور الكلاسيكية القديمة أن صورة بلورية للشمس كانت تزين الخيمة الملكية لداريوس الثالث، وأن اللافتة الفرثية كانت مزينة بشمس، وأن الأعلام الساسانية كانت تحوي كرة حمراء ترمز للشمس. يسجل المؤرخ البيزنطي أن التحية في رسالة من «الملك الفارسي، شمس الشرق» كانت موجهة إلى «قيصر الروماني، قمر الغرب». ويقتبس عن الملك التوراني أفراسياب قوله: «لقد سمعت من رجال حكماء أنه حين يظهر قمر توران فإنه سيتعرض لأذى من قبل شمس الإيرانيين». دائمًا ما كانت الشمس متخيلة على أنها ذكر، وشخصية ذكرية ترافق الشمس.
على نحو مماثل، دائمًا ما كان ثمة ارتباط وثيق مع الملكية الإيرانية. كانت زخارف العرش والأثواب التي ارتداها الملوك الأخمينيون مطرزة برسوم أسد. وزين تاج الملك السلوقي نصف الفارسي أنطيوخوس الأول بأسد. وفي نقش تنصيب أردشير الأول في نقش روستام، زخرف درع الصدر للملك بأسود. وعلاوة على ذلك، تلفظ كلمة ملك (شاه) في بعض اللهجات الإيرانية شير، والتي تشترك في اللفظ مع كلمة أسد. وشددت التأثيرات الإسلامية والتركية والمغولية أيضًا على الارتباط الرمزي بين الأسد والملكية. الدليل الأقدم على استخدام رسم أسد على علم يأتي من الشاهنامه، التي تشير إلى أن البيت الإقطاعي لغودارز (وهي بصورة مفترضة أسرة تعود إلى العصور الفرثية أو الساسانية) تبنت رسم أسد ذهبي على معداتها. 

### الجذور المغولية والتركية والإسلامية
شددت التقاليد المغولية والتركية والإسلامية أيضًا على الارتباط الرمزي بين الأسد والملكية في رسم الشمس والأسد. أعادت هذه الثقافات تأكيد القوة الكاريزمية للشمس وأعاد المغول إدخال توقير الشمس، ولا سيما شروقها. ربما يمثَّل الأسد بصورة أكثر شيوعًا وتنوعًا من أي حيوان آخر. في معظم الأشكال، لا يمتلك الأسد معنى مزجريًا وكان يقتصر على الزخرفة فقط. إلا أنه يمتلك في بعض الأحيان معنى رمزيًا أو تنجيميًا. أحد الأشكال الشعبية للأسد هو شكله الشعاري الواضح، بما في ذلك شعار النبالة الفارسي (الأسد والشمس)، والحيوان على شعار نبالة الظاهر بيبرس المملوكي وربما أيضًا على شعار نبالة دولة سلاجقة الروم كيليدي أرسلان، وفي التمثيلات الخاصة بالمسكوكات.

## معرض

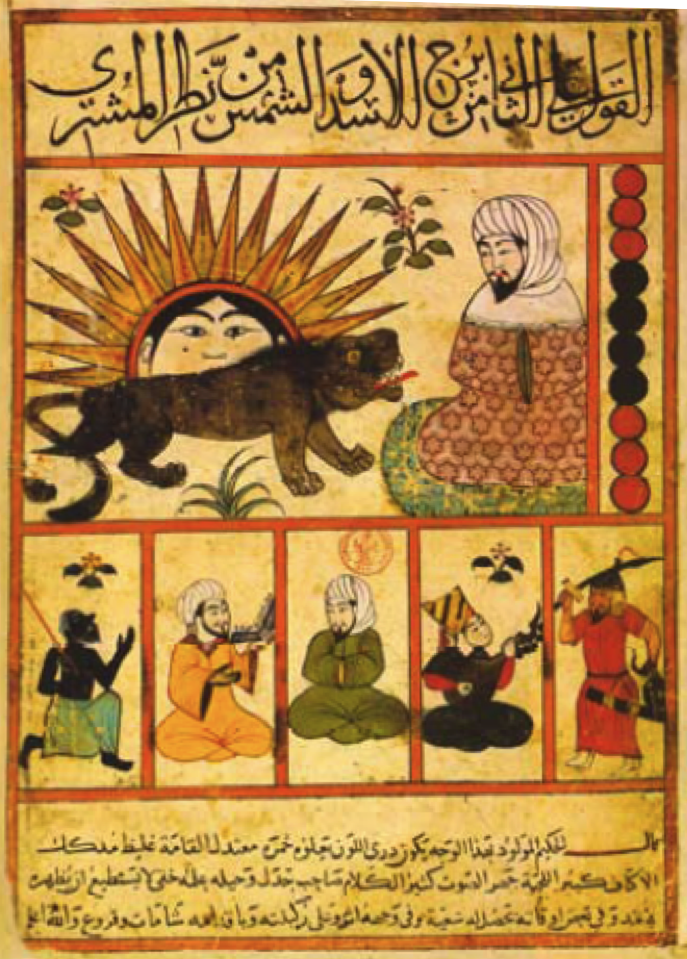
مخطوطة في علم الفلك 860 م
علم إيران ما بين 1925 و 1979
الأسد والشمس
الأسد والشمس و تاج بهلوي
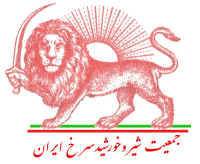
شعار جمعية الأسد والشمس الأحمر الإيرانية
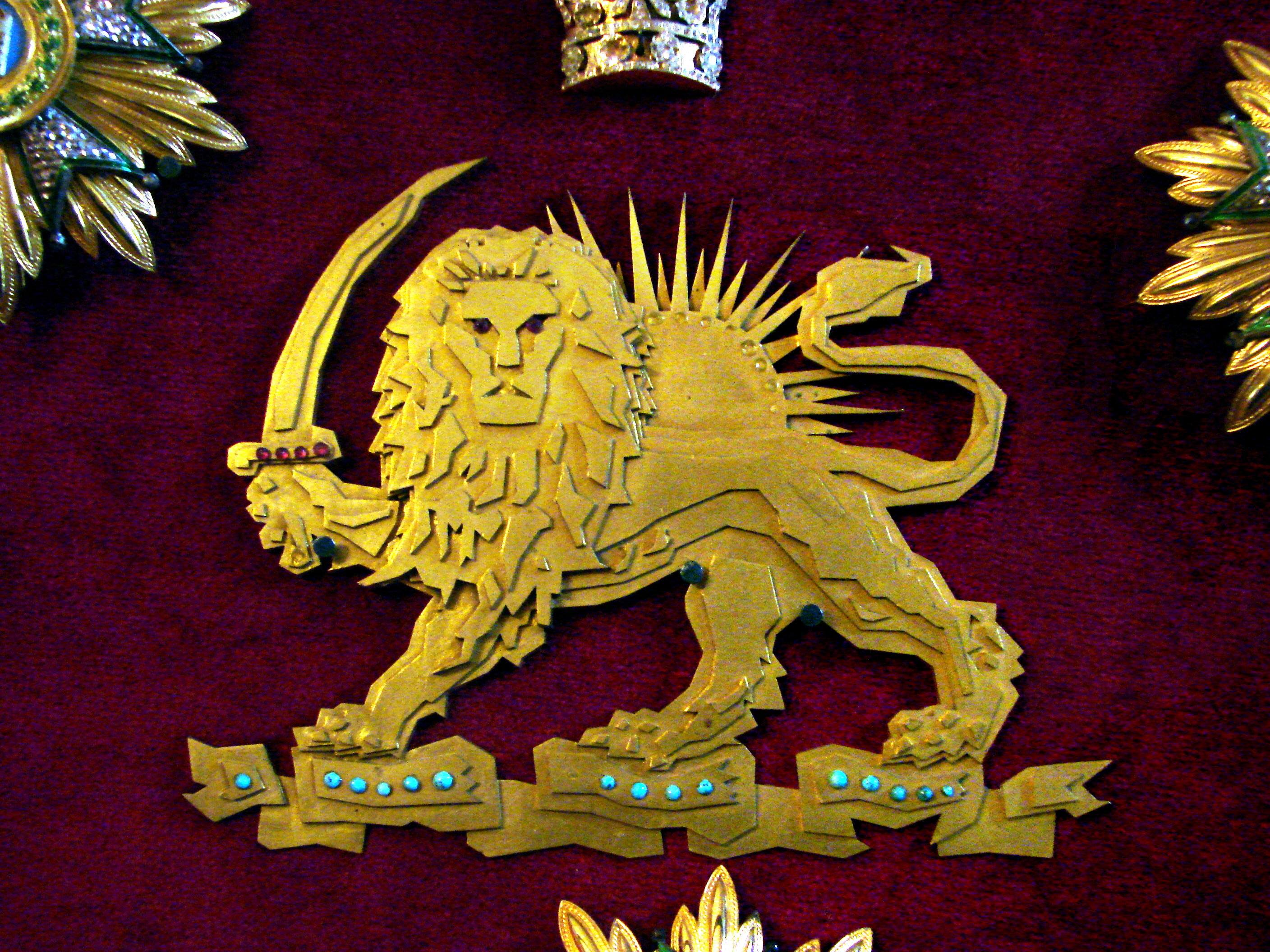
في قصر سعداباد في طهران
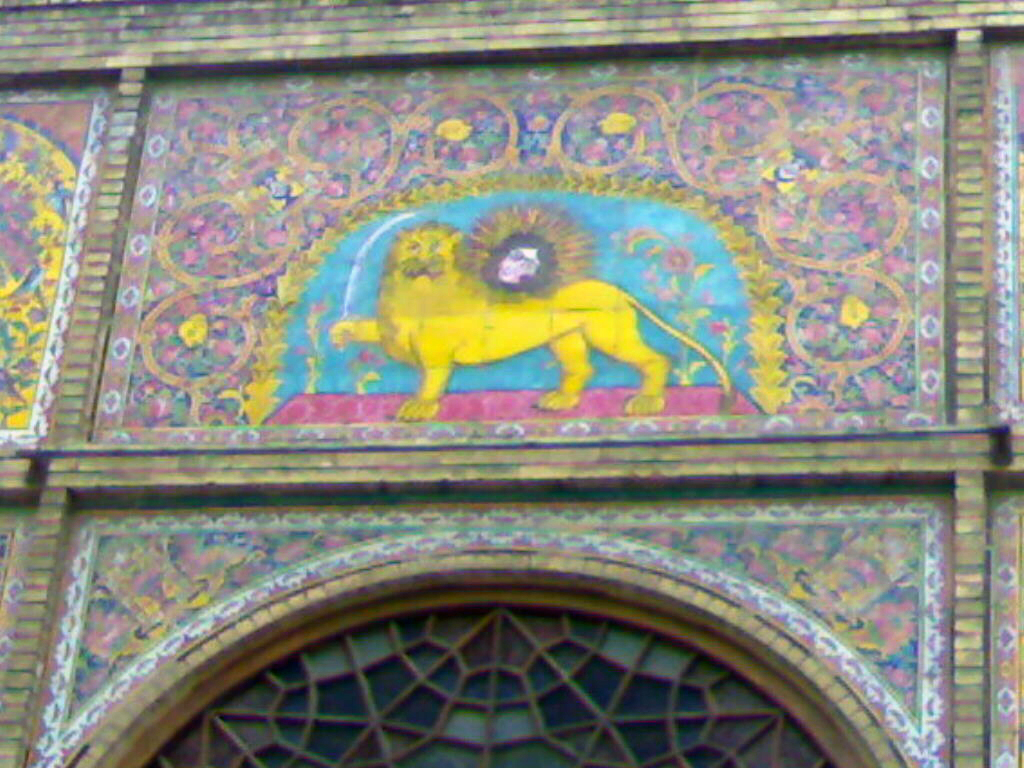
الأسد والشمس في قصر جولستان في طهران
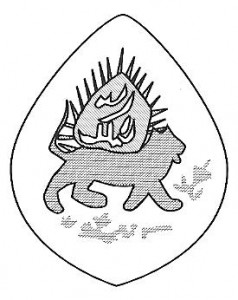
الختم الملكي في 1764
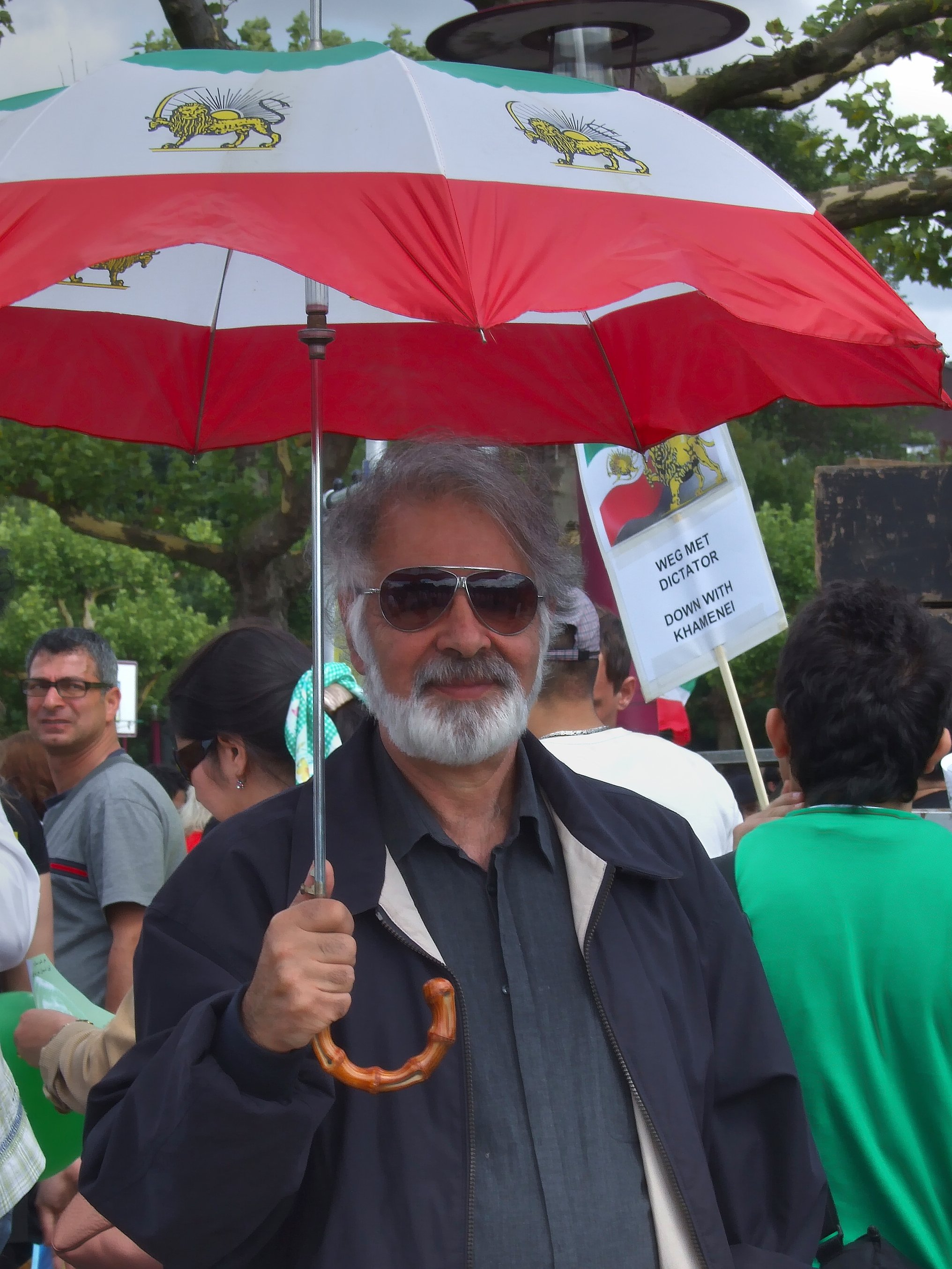
مظلة فيها رمز الأسد والشمس
الأسد والشمس بالتاج
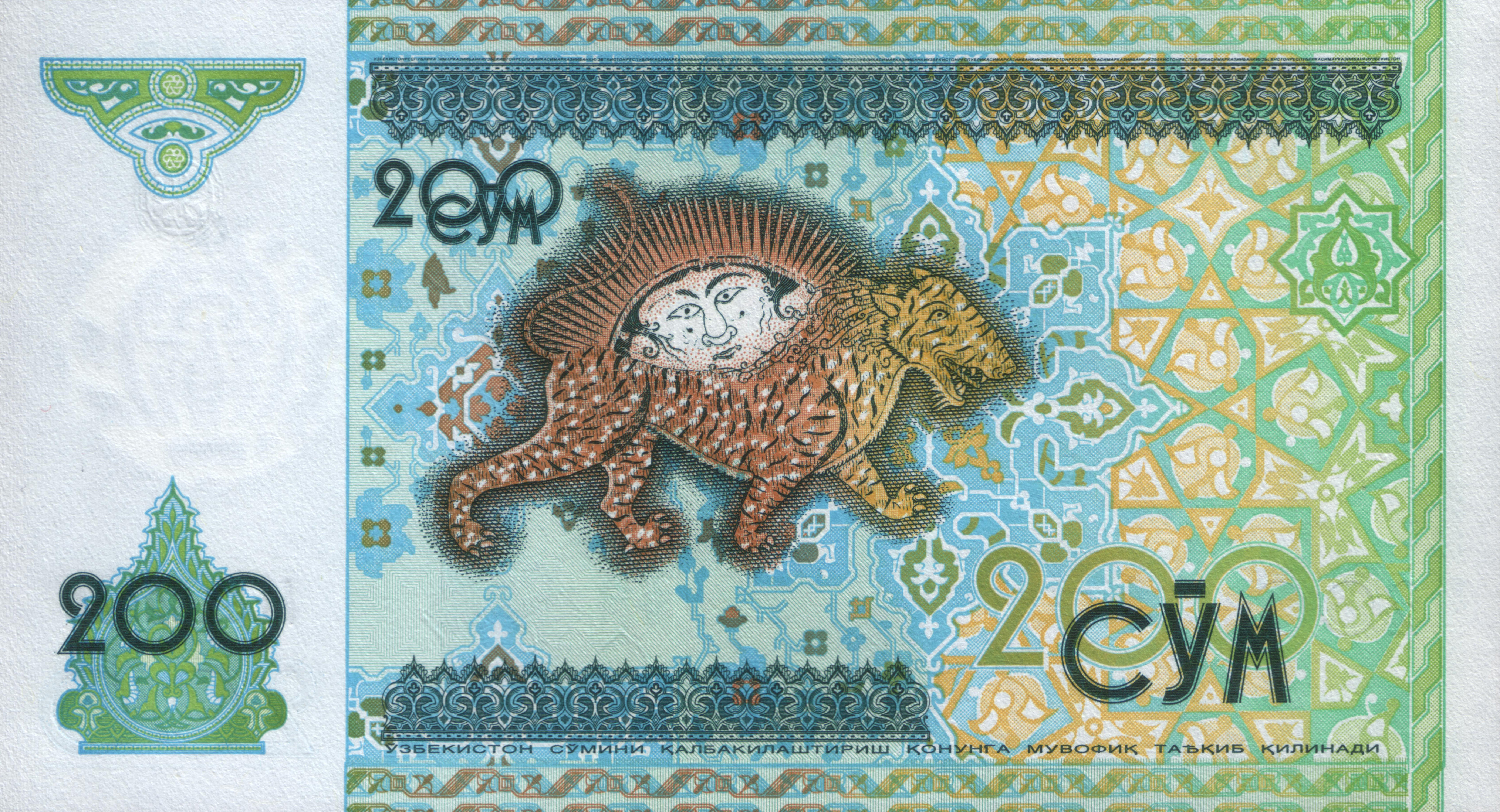
الأسد والشمس في أوراق نقدية في أوزبكستان